# دی‌اس۵ ال‌اس
دی‌اس۵ ال‌اس (انگلیسی: DS 5LS) یک خودروی کامپکت در کلاس سدان است که اولین خودروی سدان دی‌اس اتومبیلز زیر مجموعه گروه پی‌اس‌ای است که در ۲۸ مارس ۲۰۱۴ معرفی و تولید شد. این … خودرو اولین مدل دی‌اس است که «بال دی‌اس» را به کار می‌برد و طراحی و به صورت مستقل به نمایش می‌گذارد دی‌اس اتومبیلز و این مدل به عنوان یک مدل جداگانه از سیتروئن و تحت برند دی‌اس در نظر گرفته می‌شود. این خودرو تنها در چین تولید و فروخته می‌شد. نسخه هاچ‌بک این خودرو دی‌اس۴ اس نام دارد.

## نگارخانه

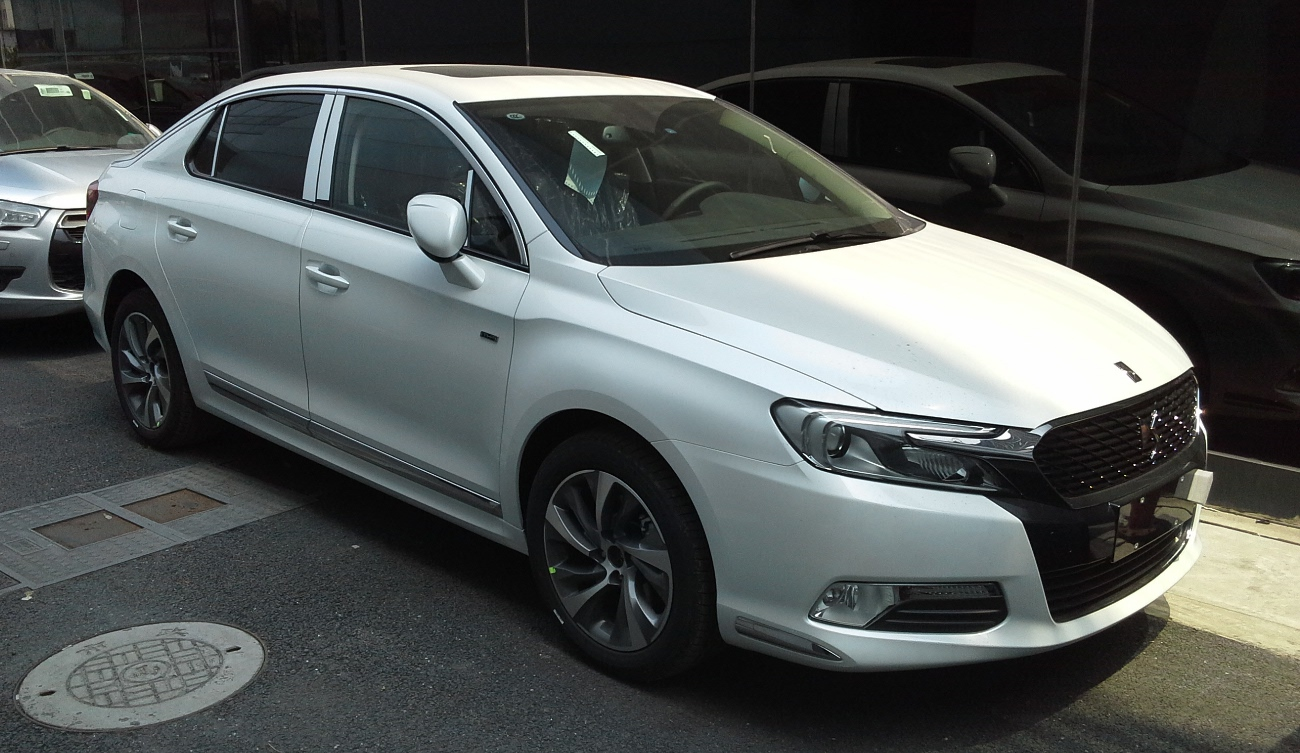
دی‌اس۵ ال‌اس، نمای جلو
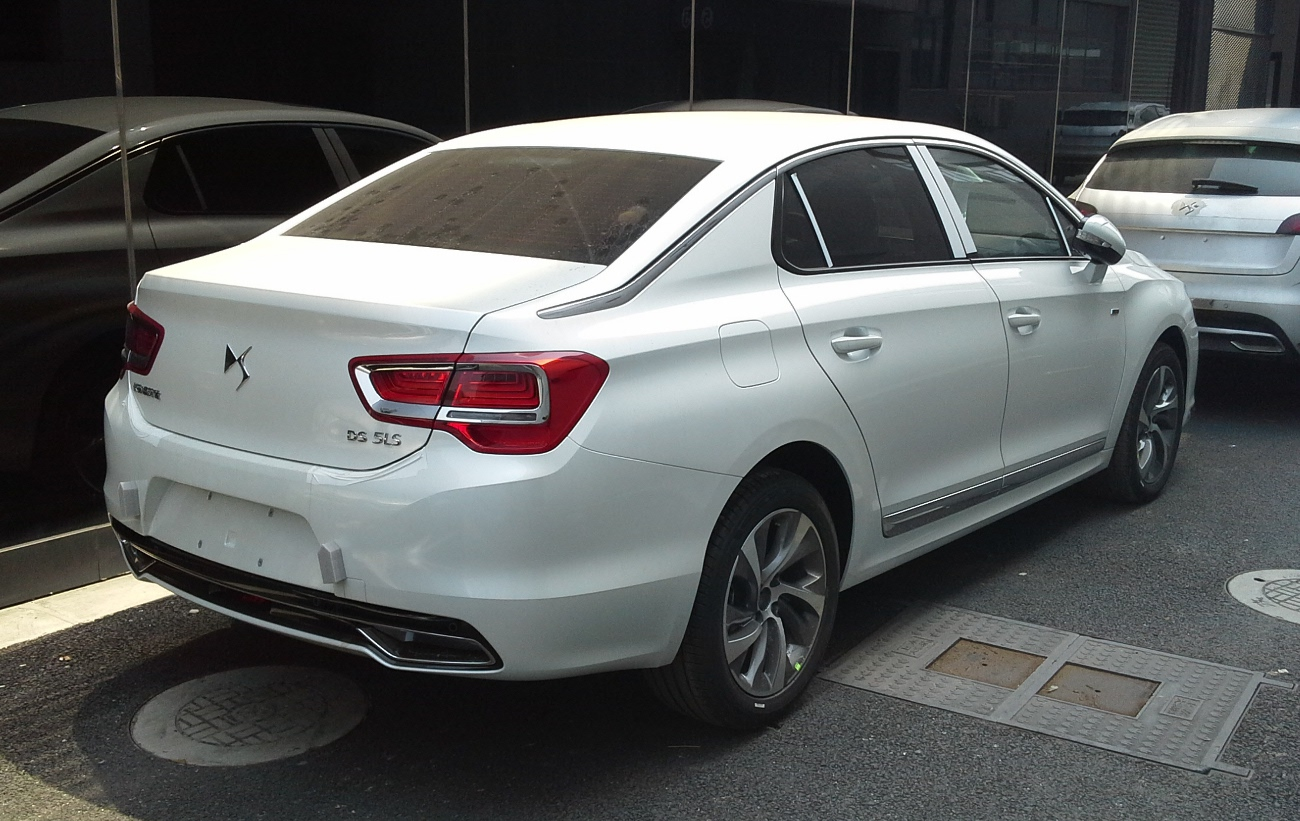
دی‌اس۵ ال‌اس، نمای عقب